# Мемориал Славы (Владикавказ)
Мемориал Славы — архитектурно-скульптурный комплекс в столице Республики Северная Осетия — Алания г. Владикавказ. Открыт 4 мая 2005 г. Премия Правительства Российской Федерации за 2005 год.

## История
Открыт 4 мая 2005 года на месте Красногвардейского парка. Посвящён 60-летию Победы советского народа над гитлеровской Германией в Великой Отечественной войне.
Церемонию открытия возглавил Президент Александр Дзасохов, выступили — председатель Парламента республики (ныне — Глава РСО-Алания) Таймураз Мамсуров, советник Президента РФ генерал армии Геннадий Трошев, председатель Совета ветеранов С. А. Каболов, командующий 58-й армией генерал — лейтенант Виктор Соболев, советник мэра Москвы Нина Фёдорова.

«Нам в Осетии было важно иметь место, где бы воедино соединились ратный подвиг и доблесть духа сынов и дочерей нашего народа. Где бы триумф мужества защитников Родины венчали отделанная мрамором Триумфальная арка и Вечный огонь. Где бы Святой Георгий воздавал должное героическим деяниям старших и благословлял молодых на добрые созидательные дела»— сказал Александр Дзасохов
Как сообщили РИА «Новости» в пресс-службе Президента Северной Осетии, после возведения мемориального комплекса на Поклонной горе в Москве: проектов, подобных мемориальному комплексу во Владикавказе, в России не сооружалось.

## Авторы проекта

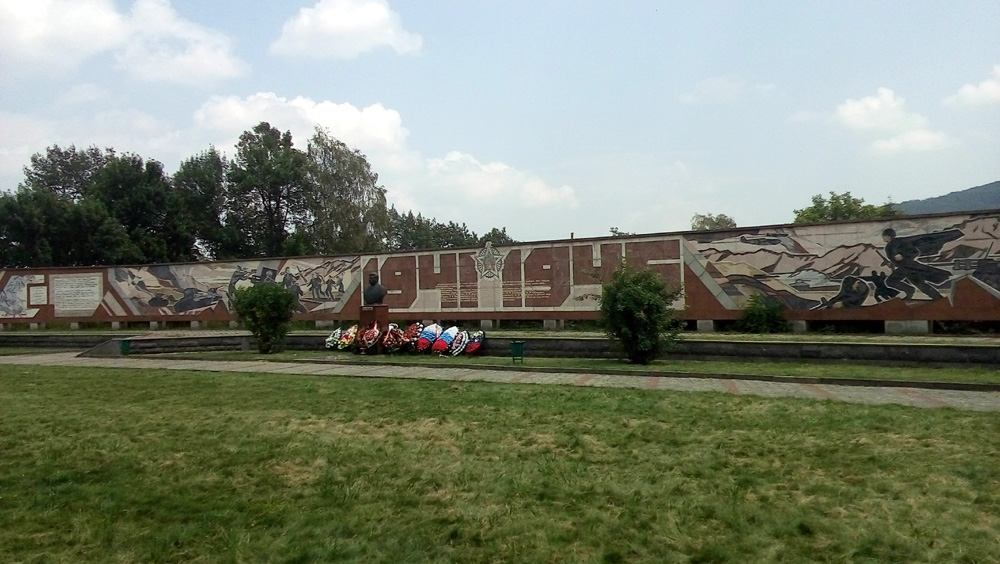
Панно мемориала Славы.

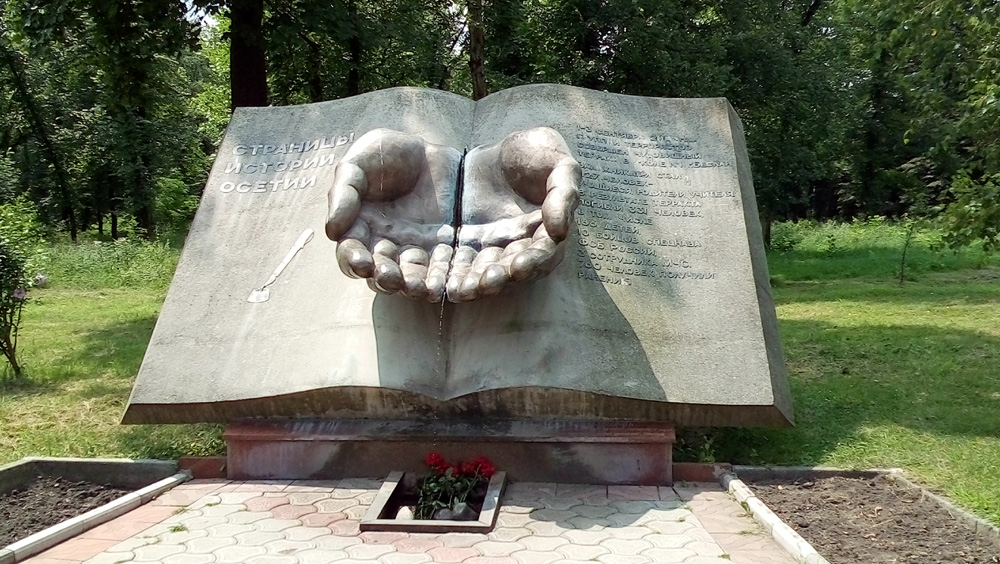
Памятник погибшим в бесланской школе № 1 в 2004 году

Проект мемориала выполнил авторский коллектив:
- Мэр г. Владикавказ, Заслуженный деятель науки РФ, действительный член РАЕН, член Всемирного Совета организации «Объединенные города и местные власти», доктор технических и экономических наук, профессор Северо-Кавказского горно-металлургического института (СК ГМИ) Казбек Пагиев.
- Член Союза художников РФ, заслуженный художник РСО-Алания Заур Дзанагов.
- Заслуженный строитель РФ Руслан Кусраев.
- Член Союза художников РФ, доцент кафедры архитектуры СК ГМИ, скульптор Асланбек Кучиев.
- Член Союза художников, председатель творческого объединения профессиональных художников «Арт-Ос» Виктор Цаллагов.
- Член правления Союза архитекторов РСО-Алания О. Х. Каракишиев.
- Скульпторы — С. Т. Тавасиев, С. Г. Цахилов, В. Ч. Дзанагов, Б. А. Дзобаев, Ю. Х. Кцоев, Г. А. Сабеев, С. Г. Царгасов, О. А. Закоев.
- Художники — С. Б. Савлаев, А. К. Хетагуров, Ф. А. Фидаров.
- Литейщики — Н. Р. Кабулов, Р. Р. Кабулов, Т. Р. Кабулов.

Авторский коллектив Мемориального комплекса по итогам 2005 года удостоен Государственной премии Правительства России в области культуры (распоряжение Правительства РФ от 14 декабря 2006 г. № 1732-р) .

## Описание
Центральный вход — триумфальная арка.
В центре мемориала — колонна, увенчанная статуей Святого Георгия. На стволе колонны лентой помещены горельефы, рассказывающие о подвигах осетинского народа на фронтах войны и в защите своей республики.
Основное панно мемориала выполнено в стиле флорентийской мозаики, использовались — гранит, мрамор, бронза и латунь.
В апреле 2017 года на территории Мемориала установлен бюст советскому военачальнику Василию Маргелову, предоставленный в дар Владикавказу в рамках проекта «Аллея Российской Славы».